# Biarritzina
Biarritzina es un género de foraminífero bentónico de la subfamilia Rupertininae, de la familia Victoriellidae, de la superfamilia Planorbulinoidea, del suborden Rotaliina y del orden Rotaliida. Su especie tipo es Columella carpenteriaeformis. Su rango cronoestratigráfico abarca desde el Luteciense (Eoceno medio) hasta la Actualidad.

## Clasificación
Biarritzina incluye a las siguientes especies:
- Biarritzina carpenteriaeformis
- Biarritzina proteiforma